# Morti nel 1539

## Gennaio(2)
- 13 gennaio - Il Pordenone, pittore italiano
- 13 gennaio - Guido II Rangoni, condottiero italiano (n. 1485)

## Febbraio(2)
- 6 febbraio - Giovanni III di Kleve, nobile (n. 1490)
- 13 febbraio - Isabella d'Este, nobile, mecenate e collezionista d'arte italiana (n. 1474)

## Marzo(4)
- 3 marzo - Nicholas Carew, politico britannico
- 5 marzo - Francesco Vettori, ambasciatore italiano (n. 1474)
- 12 marzo - Thomas Boleyn, I conte del Wiltshire, ambasciatore inglese (n. 1477)
- 19 marzo - Edmund Howard, nobile britannico

## Aprile(1)
- 17 aprile - Giorgio di Sassonia, nobile tedesco (n. 1471)

## Maggio(5)
- 1º maggio - Leonardo Agricola, notaio italiano (n. 1480)
- 1º maggio - Isabella d'Aviz (n. 1503)
- 7 maggio - Ottaviano Petrucci, editore musicale italiano (n. 1466)
- 12 maggio - Domenico Aimo, scultore italiano
- 26 maggio - Renata di Borbone-Montpensier, principessa francese (n. 1494)

## Giugno(3)
- 17 giugno - Nicolas Bohier, giurista francese (n. 1469)
- 20 giugno - Filippo III di Waldeck, nobile tedesco (n. 1486)
- 26 giugno - Muhammad al-Tizini, astronomo arabo (n. 1461)

## Luglio(4)
- 5 luglio - Antonio Maria Zaccaria, presbitero e medico italiano (n. 1502)
- 12 luglio - Fernando Colombo, scrittore e geografo italiano (n. 1488)
- 19 luglio - Lorenzo Campeggi, cardinale, vescovo cattolico e diplomatico italiano (n. 1474)
- 30 luglio - Bernardo Clesio, cardinale italiano (n. 1485)

## Agosto(2)
- 10 agosto - Johannes Justus Lansperger, monaco cristiano e scrittore tedesco (n. 1489)
- 26 agosto - Piers Butler, VIII conte di Ormond, politico irlandese (n. 1467)

## Settembre(2)
- 22 settembre - Guru Nanak Dev, mistico indiano (n. 1469)
- 30 settembre - Ansaldo Grimaldi, diplomatico e banchiere italiano (n. 1471)

## Novembre(4)
- 2 novembre - Giacomo Simonetta, cardinale e vescovo cattolico italiano
- 14 novembre - Hugh Faringdon, abate inglese
- 15 novembre - Richard Whiting, abate inglese
- 30 novembre - Carlos Ometochtzin, nobile azteco

## Dicembre(3)
- 6 dicembre - Francesco Chieregati, vescovo cattolico italiano (n. 1479)
- 21 dicembre - Maria Lorenza Longo, religiosa spagnola (n. 1463)
- 27 dicembre - John Stone, religioso e teologo inglese

## Senza giorno specificato(37)
- Andreas Althamer, teologo tedesco (n. 1500)
- Diego de Alvarado Huanitzin, nobile
- Pietro Annibale, architetto e ingegnere italiano
- Giovanni Apobolimeo, francescano tedesco
- Ayşe Hatun, principessa ottomana (n. 1476)
- Francesco Bassano il Vecchio, pittore italiano
- James Beaton, arcivescovo cattolico scozzese (n. 1473)
- Francesco Besozzi, notaio italiano
- Vannoccio Biringuccio, artigiano italiano (n. 1480)
- Symphorien Champier, medico francese (n. 1471)
- Crisostomo Colonna, poeta, umanista e politico italiano (n. 1455)
- Nuno da Cunha, navigatore e poeta portoghese (n. 1487)
- Iacopo del Polta, poeta italiano (n. 1473)
- Agnolo Doni, mercante e mecenate italiano (n. 1474)
- Capo Donnacona, nativo americano
- María Enríquez de Luna, nobildonna spagnola
- Estebanico, esploratore berbero (n. 1500)
- Adriano Fortescue, beato inglese
- Gianfrancesco "Cagnino" Gonzaga, militare italiano (n. 1502)
- Vincentius Opsopoeus, scrittore tedesco
- Gabriel Alonso de Herrera, agronomo spagnolo (n. 1470)
- Ichijō Fusaie, militare giapponese (n. 1475)
- Ayas Mehmed Pascià, politico ottomano (n. 1483)
- Antonio della Sassetta, nobile, presbitero e condottiero italiano
- María Osorio y Pimentel, nobildonna spagnola (n. 1498)
- Barbara Pallavicino, nobile italiana
- Marco Palmezzano, pittore e architetto italiano
- Pietro Prisco Guglielmucci, vescovo cattolico italiano
- Raffaele da Brescia, intagliatore e intarsiatore italiano
- Armaciotto dei Ramazzotti, condottiero italiano (n. 1464)
- Giovanni Righi, francescano italiano (n. 1469)
- Pero Lopes de Sousa, militare portoghese (n. 1497)
- Bartolomeo Spani, orafo, scultore e architetto italiano (n. 1468)
- Battista Spinola, doge (n. 1472)
- Bartolomeo Zamberti, filosofo e scrittore italiano (n. 1473)
- Pier Antonio da Sermide, italiano
- María de Salinas, nobildonna spagnola